# Angonyx sumbawensis
Angonyx sumbawensis is een vlinder uit de familie van de pijlstaarten (Sphingidae). De wetenschappelijke naam van de soort werd in 2014 gepubliceerd door Brechlin.